# Öttusa az 1912. évi nyári olimpiai játékokon
Az 1912. évi nyári olimpiai játékokon öttusában egy számban avattak bajnokot.

## Éremtáblázat
| Az 1912. évi nyári olimpiai játékok éremtáblázata öttusában | Az 1912. évi nyári olimpiai játékok éremtáblázata öttusában | Az 1912. évi nyári olimpiai játékok éremtáblázata öttusában | Az 1912. évi nyári olimpiai játékok éremtáblázata öttusában | Az 1912. évi nyári olimpiai játékok éremtáblázata öttusában | Olimpia  |
| ----------------------------------------------------------- | ----------------------------------------------------------- | ----------------------------------------------------------- | ----------------------------------------------------------- | ----------------------------------------------------------- | -------- |
|                                                             | Ország                                                      | Arany                                                       | Ezüst                                                       | Bronz                                                       | Összesen |
| 1.                                                          | Svédország (SWE)                                            | 1                                                           | 1                                                           | 1                                                           | 3        |
|                                                             |                                                             |                                                             |                                                             |                                                             |          |
| Összesen                                                    | Összesen                                                    | 1                                                           | 1                                                           | 1                                                           | 3        |

## Érmesek
| Az 1912. évi nyári olimpiai játékok érmesei öttusában |                                       |       |                                  |       |                                   |       |
| Versenyszám                                           | Arany                                 | Arany | Ezüst                            | Ezüst | Bronz                             | Bronz |
| férfi                                                 | Gustaf Lillkiehöök · Svédország (SWE) | 27    | Asbrink Gösta · Svédország (SWE) | 28    | Georg de Laval · Svédország (SWE) | 30    |